# William Lygon, VII conte Beauchamp
KG William Lygon VII conte di Beauchamp (Londra, 20 febbraio 1872 – New York, 14 novembre 1938), membro del Partito Liberale (Regno Unito) è stato Governatore del Nuovo Galles del Sud.

## Le origini
William nacque nel febbraio del 1872, suo padre era Frederick Lygon, VI conte di Beauchamp (10 novembre 1830-19 febbraio 1891) e sua madre era Mary Catherine, figlia del conte di Stanhope.
William fu educato all'Eton College e al college di Christ Church (Oxford) e lì mostrò una certa tendenza all'Evangelizzazione, unendosi poi alla Christian Social Union.

## Gli onori politici
Quando nel 1891 suo padre morì William ereditò il titolo di conte e fu sindaco di Worcester fra il 1895 ed il 1896. Nel 1899 ricevette il primo incarico importante e venne nominato Governatore del Nuovo Galles del Sud, William si rivelò portato per quel lavoro e fu un buon amministratore, ma non era molto popolare nella colonia a causa di alcune gaffes ed equivoci circa alcuni suoi riferimenti alla "macchia di nascita" di molti australiani, discendenti dei galeotti che per primi avevano popolato l'isola. A questo si aggiungeva la sua aperta associazione con la Chiesa Alta e con l'Anglo-cattolicesimo, alla fine William si dimise e nel 1901 tornò in patria.
Nel 1902 si unì al Partito Liberale (Regno Unito) e si sposò con Lettice Grosvenor, figlia di Victor Grosvenor, Conte di Grosvenor. Tre anni dopo il suo partito andò al potere e Henry Campbell-Bannerman, leader del governo, nominò William, nel dicembre del 1905 Captain of the Honourable Corps of Gentlemen-at-Arms e l'anno successivo fu ammesso al Consiglio privato di sua maestà. Gli onori erano appena all'inizio, nel luglio del 1907 fu nominato Lord Steward, posto che conservò anche con il cambio della guardia al governo, quando nel 1908 Herbert Henry Asquith divenne Primo Ministro. Nel giugno del 1910 divenne Lord President of the Council, entrando così nel gabinetto, incarico che tenne fino al dicembre dello stesso anno quando fu nominato First Commissioner of Works, salvo poi rivestire la precedente carica nuovamente nel 1914-1915. Terminati i suoi incarichi ministeriali William rimase un leader del Partito Liberale sostenendolo nella Camera dei Lord dal 1924 al 1931.
Anche la corona gli tributò diversi onori, fu ordinato con l'Ordine della Giarrettiera e portò la cosiddetta Sword of State durante l'incoronazione di Giorgio V d'Inghilterra.

## L'omosessualità
Nel 1931 William ammise di essere omosessuale, molti politici ed altri uomini erano a conoscenza di questo "segreto", tanto che alcuni di essi erano stati tentati di usarlo contro di lui ed erano stati trattenuti per l'illegalità di quell'azione. Tuttavia la moglie rimase sorpresa, quando seppe questo e delle varie relazioni che il marito aveva avuto sostenendo di essere all'oscuro della faccenda. Durante un viaggio in Australia venne reso noto che Robert Bernays (6 maggio 1902-3 gennaio 1945), membro del locale partito Liberale era uno dei suoi amanti. Il cognato di William, Hugh Grosvenor, II duca di Westminster (19 marzo 1879-19 luglio 1953), appartenente al partito del Partito Tory, riportò la cosa a re Giorgio V d'Inghilterra ed alla moglie Mary di Teck, nella speranza di rovinare il partito avversario tramite le preferenze sessuali di William.
Il re non accolse di buon grado la notizia e William dovette rinunciare a tutti i propri incarichi pubblici. Gli venne anche offerto di separarsi dalla moglie e di vivere in campagna una vita ritirata (senza divorziare), ma egli rifiutò e Lady Lettice ottenne il divorzio. In seguito William si ritirò in esilio, a quei tempi l'omosessualità era un reato punibile con la prigione, sul Continente.

## Matrimonio, discendenza e morte
William e la moglie Lettice ebbero sette figli:
- William Lygon, VIII conte di Beauchamp (3 luglio 1903-3 gennaio 1979)
- Hon.Hugh Patrick Lygon (2 novembre 1904-Baviera 19 agosto 1936), morì in un incidente motociclistico
- Lady Lettice Lygon (16 giugno 1906-1973), sposò Richard Charles Geers Cotterell da cui divorziò nel 1958
- Lady Sibell Lygon (10 ottobre 1907-31 ottobre 2005), sposò Michael Rowley
- Lady Mary Lygon (12 febbraio 1910-27 settembre 1982), sposò il principe Vsevolod Ivanovič Romanov, da cui divorziò
- lady Dorothy Lygon (22 febbraio 1912-13 novembre 2001), sposò Robert Heber-Percy da cui divorziò nel 1985
- Hon. Richard Edward Lygon (25 dicembre 1916-1970), sposò Patricia Janet Norman

Lady Lettice morì nel 1936, mentre William morì a New York all'età di 66 anni, nel 1938.